# Buronji
Buronji (en serbe cyrillique: Буроњи) est un village de l'est du Monténégro, dans la municipalité de Podgorica.

## Démographie

### Évolution historique de la population
| 1948 | 1953 | 1961 | 1971 | 1981 | 1991 | 2003 |
| ---- | ---- | ---- | ---- | ---- | ---- | ---- |
| 340  | 328  | 316  | 228  | 182  | 118  | 76   |